# Найдо Пещалевец
Найдо Момиров Пещалевец е български революционер, селски войвода на Вътрешната македоно-одринска революционна организация.

## Биография
Найдо Пещалевец е роден в прилепското село Пещалево, днес в Северна Македония. Присъединява се към ВМОРО и действа като селски войвода. Заедно с четата на Никола Каранджулов влиза в Селце и на 10 август 1904 година загива в сражение с турски аскер.